# Кинжал (фильм)
«Кинжал» (там. கத்தி, Kaththi) — индийский боевик режиссёра А. Р. Муругадоса, снятый на тамильском языке и вышедший в прокат 22 октября 2014 года. Главные роли исполнили Виджай, Саманта Рут Прабху и Нил Нитин Мукеш. Сюжет рассказывает о беглом преступнике, который меняется местами со своим двойником и берёт на себя его бремя по восстановлению справедливости.
Фильм заработал положительные отзывы критиков и первое место среди тамильских фильмов 2014 года по величине кассовых сборов. Признан лучшим фильмом года на церемонии Filmfare Awards South. В 2017 году был переснят на телугу как Khaidi No. 150 с Чирандживи в главной роли, став возвращением актёра на экраны после 10-летнего перерыва.

## Сюжет
Заключенный Катиресан (Катир) бежит из тюрьмы в Калькутте и отправляется в Ченнаи, откуда планирует улететь в Бангкок. Однако его планы меняются, когда в аэропорту он встречает красавицу Анкиту. Этим же вечером он видит, как неизвестные расстреливают грузовик с водителем. Поспешив на помощь, он обнаруживает, что водитель — его точная копия. Воспользовавшись этим, он меняется с ним документами и отправляет в больницу под своим именем, а сам становится Дживанандамом (Джива). Новое имя приводит его в дом престарелых, где живут подопечные Дживы. Узнав, что один из них — дед Анкиты, он решает там задержаться.
Со временем он узнаёт историю, которая привела Дживу и стариков в Ченнаи. Джива — студент-гидролог, приехал в родную деревню, чтобы найти грунтовые воды и использовать их для орошения. Однако на следующий день все, в чьих землях нашлась вода, были убиты, а их владения оказались проданы хозяину завода Чирагу. Джива попробовал разобраться, но был арестован полицией. Чтобы добиться внимания прессы и освобождения Дживы, шесть жителей деревни были вынуждены совершить самоубийство.
Катир, мать которого также когда-то подалась в город из-за нехватки воды, решает продолжить дело Дживы своими методами. Он запугивает подкупленного Чирагом судью, и даёт промышленнику понять, что всегда может до него добраться. Суд решает дело в пользу деревни, однако так как Чираг предъявляет множество подписей за постройку завода, даёт им пять дней, чтобы они могли доказать обратное. Однако все, кто якобы подписался за завод, работают по контракту заграницей и не могут вернуться на родину в краткие сроки. Тогда Катир совершает на решительный шаг, вместе со стариками они блокируют водопроводные трубы и препятствую поступлению воды в город в течение нескольких дней.
В это время Дживе удаётся выбраться из тюрьмы, куда он попал вместо Катира, и вернутся в Ченнаи, но здесь его ловят люди Чирага.

## В ролях
- Виджай — Катиресан / Дживанандам
- Саманта Рут Прабху — Анкита
- Нил Нитин Мукеш — Чираг
- Сатиш[англ.] — Рави, друг Катиресана
- Тота Рой Чоудхари[англ.] — Вивек Банерджи, заключённый
- Джива Рави[англ.] — коллектор

## Саундтрек
| №                   | Название                              | Текст песни                  | Исполнители                        | Длительность |
| ------------------- | ------------------------------------- | ---------------------------- | ---------------------------------- | ------------ |
| 1.                  | «Pakkam Vanthu»                       | Мадхан Карки, Hiphop Tamizha | Анируд Равичандер, Hiphop Tamizha  | 4:16         |
| 2.                  | «Paalam»                              | Югабхарати                   | Шанкар Махадеван, Швета Мохан      | 5:11         |
| 3.                  | «Kaththi Theme… the Sword of Destiny» |                              | Анирудх Равичандер                 | 1:01         |
| 4.                  | «Selfie Pulla»                        | Madhan Karky                 | Виджай , Сунидхи Чаухан            | 4:51         |
| 5.                  | «Bad Eyes… Villain Theme»             |                              | Анирудх Равичандер                 | 1:27         |
| 6.                  | «Nee Yaaro»                           | Югабхарати                   | К. Дж. Йесудас, Анирудх Равичандер | 3:53         |
| 7.                  | «Aathi»                               | П. Виджай                    | Вишал Дадлани, Анирудх Равичандер  | 5:04         |
| Общая длительность: | Общая длительность:                   | Общая длительность:          | Общая длительность:                | 25:43        |

## Критика
| Рейтинги                     | Рейтинги                                                                           |
| Издание                      | Оценка                                                                             |
| ---------------------------- | ---------------------------------------------------------------------------------- |
| International Business Times | 4 из 5 звёзд · 4 из 5 звёзд · 4 из 5 звёзд · 4 из 5 звёзд · 4 из 5 звёзд           |
| The Times of India           | 3 из 5 звёзд · 3 из 5 звёзд · 3 из 5 звёзд · 3 из 5 звёзд · 3 из 5 звёзд           |
| Deccan Chronicle             | 2,5 из 5 звёзд · 2,5 из 5 звёзд · 2,5 из 5 звёзд · 2,5 из 5 звёзд · 2,5 из 5 звёзд |
| Rediff.com                   | 3 из 5 звёзд · 3 из 5 звёзд · 3 из 5 звёзд · 3 из 5 звёзд · 3 из 5 звёзд           |
| NDTV                         | 2,5 из 5 звёзд · 2,5 из 5 звёзд · 2,5 из 5 звёзд · 2,5 из 5 звёзд · 2,5 из 5 звёзд |

Пракаш Упадхайя из International Business Times отметил, что фильм «подчеркивает невежество, проявленное нами к проблемам, с которыми фермеры стоят лицом к лицу, и изменениям, с которыми они сталкиваются из-за глобализации».
М. Сугант из The Times of India написал, что «герой занимающий чужое место и решающий проблемы, с которыми сталкивается его двойник, является давним сюжетом в наших фильмах», также отметив отголоски предыдущих картин А. Р. Муругадоса как Ramana (2002) и «Тайное оружие» (2012).
Барадвадж Ранган из The Hindu заключил, что «часть проблемы с „Кинжалом“, в том, что его заботы являются слишком тяжелыми, слишком реальными, чтобы подойти несерьезному, „я слишком крут, чтобы беспокоиться“ персонажу Виджая. Другая проблема состоит в описании характера. Без его раскрытия, фильм попадает в слегка опасную зону, где мы начинаем чувствовать, что он эксплуатирует ужасающую реальность фермеров ради нескольких масала-ходов».
Анупама Сураманьям из Deccan Chronicle поставила фильму 2,5 балла из 5, сочтя, что временами он кажется слишком нравоучительным .
С. Сарасвати из Rediff.com заметила, что фильм передаёт важное социальное сообщение, несмотря на обилие масала-моментов, потворствующих показу Виджая как народного героя.
NDTV нашёл в фильме «передозировку мелодрамы», отметив что он мог обойтись без героини и любовной линии.
Sify решил, что картина не может быть в той же лиге, что и «Тайное оружие», но остается хорошо сделанным фильмом с мощным посылом.

## Награды
| Награды                        | Награды                              | Награды                | Награды   | Награды |
| Награда                        | Категория                            | Номинант               | Результат | Ссылка  |
| ------------------------------ | ------------------------------------ | ---------------------- | --------- | ------- |
| Vijay Awards                   | Любимый фильм                        |                        | Победа    | [ 9 ]   |
| Vijay Awards                   | Любимый режиссёр                     | А. Р. Муругадос        | Победа    | [ 9 ]   |
| Filmfare Awards South (Тамили) | Лучший фильм                         |                        | Победа    | [ 10 ]  |
| Filmfare Awards South (Тамили) | Лучшая режиссура                     | А. Р. Муругадос        | Победа    | [ 10 ]  |
| Filmfare Awards South (Тамили) | Лучшая хореография                   | Шоби («Pakkam vanthu») | Победа    | [ 10 ]  |
| SIIMA Awards (Тамили)          | Лучший фильм                         |                        | Победа    | [ 11 ]  |
| SIIMA Awards (Тамили)          | Лучшее исполнение отрицательной роли | Нил Нитин Мукеш        | Победа    | [ 11 ]  |
| SIIMA Awards (Тамили)          | Лучшая музыка к фильму               | Анирудх Равичандер     | Победа    | [ 11 ]  |
| SIIMA Awards (Тамили)          | Лучшая хореография                   | Шоби («Pakkam vanthu») | Победа    | [ 11 ]  |